# Ulrich Peck
Ulrich Peck (* 20. Januar 1948 in Stilow) ist ein deutscher ehemaliger DDR-Politiker und als früherer 1. Sekretär der FDJ-Bezirksleitung, 1. Sekretär der SED-Kreisleitung für den Kreis Rostock und letzter 1. Sekretär der SED-Bezirksleitung Rostock ein Vertreter der SED-Nomenklatura.

## Werdegang
Nach dem Rücktritt von Ernst Timm wurde Peck am 12. November 1989 zum letzten 1. Sekretär der SED-Bezirksleitung des Bezirks Rostock ernannt. Ab dem 3. Dezember 1989 war er Mitglied des Arbeitsausschusses zur Umwandlung der SED in die SED-PDS. In diesem Sondergremium war er gemeinsam mit dem Potsdamer Historiker Kurt Finker, sowie Kurt Libera, Gisela Schott, Günter Benser, Manfred Banaschak, Rolf Hoth, Heinz Vietze auch an der Ausarbeitung des später von Michael Schumann verlesenen Referats beim Sonderparteitag der SED/PDS am 8./9. Dezember und 16./17. Dezember 1989 in der Berliner Dynamo-Sporthalle  "Wir brechen unwiderruflich mit dem Stalinismus als System!" beteiligt, welches als Zeichen der Abkehr von der vorherigen SED-Politik gedacht war.
Nach der deutschen Wiedervereinigung war er als selbständiger Händler für Fahrzeuge der PKW-Marke Honda tätig. Nach einer Neujahrsparty am 3. Januar 2004, gemeinsam mit dem früheren Staatsratsvorsitzenden der DDR Egon Krenz, wurde ihm seitens Honda der Händlervertrag fristlos gekündigt. Vom Landgericht Hamburg wurde diese Kündigung am 22. Januar 2004 als ungerechtfertigt zurückgewiesen. Bei der Kommunalwahl 2014 in Broderstorf errang Peck ein Mandat im Gemeinderat für Die Linke und wurde 2019 wiedergewählt.